# UD Leiria
União Desportiva de Leiria är en fotbollsklubb i Leiria i Portugal. Klubben grundades 1966 och spelar sina hemmamatcher på Estádio Dr. Magalhães Pessoa.
Den senare världstränaren José Mourinho tränade säsongen 2001/02 Leiria under sin första hela säsong som huvudtränare. Säsongen före nådde klubben sin dittills bästa tabellplacering någonsin i ligan – en femteplats. Annars får finalplatsen i Portugisiska cupen 2002/03 och vinsten i Intertotocupen 2007 betecknas som klubbens största framgångar.
Under våren 2012 var svenska spelaren Nicklas Bärkroth utlånad till klubben.